# 威廉·蒂德博尔
威廉·蒂德博尔（英語：William Tidball，2000年4月22日—），英国男子自行车运动员，2021年欧洲场地锦标赛男子团体追逐赛铜牌得主、2022年欧洲场地锦标赛男子团体追逐赛铜牌得主、2023年世界场地锦标赛男子捕捉赛金牌得主。